# 鼓岭
鼓岭（英語：或Kuliang，平話字：Gū-liāng，國際音標：[ku˧˥ liaŋ˧˧]）是位于福州市晋安区宦溪镇的避暑胜地，位于鼓山北侧。距福州约13公里，山高800多米，夏日最高气温不超过30℃，19世纪以后吸引了许多不耐福州酷暑的西方人士。

## 歷史特色
清光绪十二年（1886年），美国传教士S.F.伍丁（S. F. Woodin）在鼓岭乡（现宦溪镇）宜夏村修建了第一座别墅。1935年时，这里拥有300多幢风格各异的避暑别墅，还有教堂、医院、网球场、游泳池、万国公益社等公共建筑，日避暑游客达三千余，本国军政要人和豪绅富贾已经超过外籍人士。形成螃蟹岭、梁厝里、下歪、企头顶、后浦楼、柱楼顶、柱岗顶七条街道，分别编制门牌1号至500号。夏季商铺林立，并设有鼓岭夏季邮局、警察局，1930年代郁达夫曾到此避暑。是江西牯岭、浙江莫干山、河南鸡公山之外又一处有影响的避暑地。
鼓岭在远东基督徒中间也颇为有名。太平洋战争爆发以后，1944年，倪柝声曾在鼓岭最高峰宜夏村柱岗顶周围购买一批传教士别墅，办成传教基地“执事之家”，甚至曾筹建直升机场和环山公路。1948年和1949年曾办过两次影响深远的全国性同工训练。今天那里许多村民都是基督徒。
不过鼓岭建筑多属避暑用暂住性质，因而大多规模小，多为石垒的单层平房，今大多成了废墟。除万国公益社外，保存完整的仅数座，1995年被公布为晋安区第四批文物保护单位。1980年代以后再度开发，又新建了70多座别墅，汽车可以直接到达。建成的“柳杉王公园”和正在建设的石柱山景点、牛头寨景点，增添游览景色。
1907年，鼓岭开始有宣教士传道。聚会者主要是来鼓岭避暑的国外信徒。此后，国内外传教士纷纷在鼓岭租地、盖别墅。基督教在当地的影响也日益扩大。2001年，由当地信徒自发在宜夏村后浦楼筹建一座颇为壮观的新教教堂，占地面积500平方米、建筑面积2630平方米，具当地洋人别墅特有的石墙、大落地窗等建筑风格。

## 建築文化
位于鼓岭梁厝柱岗顶，建于清末，原门牌号97（1919年以前）、381（1919年后）。该建筑曾经为福建协和大学校长庄才伟（E. C. Jones）和教务长徐光荣（R.Scott）居住，俗称“徐家”。1944年为聚会处创始人之一的倪柝声购入，作为“鼓岭执事之家”使用；倪柝声也曾在此居住。2013年整修后，当地政府经由鼓岭教会借用，今辟为“加德纳展示馆”（原加德纳故居因文革时期年久失修已无此建筑，且因“倪故居”与“加德纳故居”相仿，现借此建筑作展示馆）展出著名的“鼓岭故事”主角密尔顿·加德纳的生平事迹。